# Trường Đại học Khoa học Sức khỏe, Đại học Quốc gia Thành phố Hồ Chí Minh
Trường Đại học Khoa học Sức khỏe (tiếng Anh: University of Health Sciences, Viet Nam National University, Ho Chi Minh City, Tên viết tắt: UHS) là một cơ sở đào tạo đại học và sau đại học khối ngành khoa học sức khỏe và là trường đại học thành viên thứ 8 của Đại học Quốc gia Thành phố Hồ Chí Minh, định hướng phát triển theo mô hình trường học, bệnh viện, kết hợp chặt chẽ giữa đào tạo với nghiên cứu khoa học và cung cấp dịch vụ chăm sóc sức khoẻ. Tiền thân của trường là Khoa Y trực thuộc Đại học Quốc gia TP.HCM

## Lịch sử hình thành, phát triển
Ngày 23 tháng 6 năm 2009, Khoa Y thuộc Đại học Quốc gia Thành phố Hồ Chí Minh chính thức được thành lập. Trong những năm đầu, Đại học có sẵn cơ sở phòng ốc tại Tòa nhà Điều hành (cả tầng 6, 7 và một phần tầng 5, tầng hầm) để bố trí ngay phòng giảng dạy, thực hành và khối hành chính văn phòng cho khoa.
Từ năm 2010, khoa bắt đầu tuyển sinh và tổ chức đào tạo chương trình y đa khoa tích hợp lần đầu tiên được áp dụng tại Việt Nam.
Năm 2016, khoa bắt đầu tuyển sinh ngành Dược học. Năm sau đó khoa tuyển sinh chương trình Y đa khoa chất lượng cao.
Năm 2019, khoa chính thức tuyển sinh ngành Răng-Hàm-Mặt.
Ngày 4 tháng 7 năm 2020, Hội đồng Đại học Quốc gia Thành phố Hồ Chí Minh đã họp kỳ thứ 10 khóa IV tại Bình Thuận. Trong kỳ họp này, Hội đồng nhất trí xin chủ trương phát triển Khoa Y thành Trường Đại học Khoa học Sức khỏe là trường thành viên của Đại học Quốc gia Thành phố Hồ Chí Minh.
Ngày 23 tháng 9 năm 2022, Phó Thủ tướng Vũ Đức Đam ký Quyết định số 1122/QĐ-TTg phê duyệt chủ trương thành lập Trường Đại học Khoa học Sức khoẻ là trường đại học thành viên của Đại học Quốc gia Thành phố Hồ Chí Minh.
Ngày 3 tháng 6 năm 2024, Phó Thủ tướng Trần Hồng Hà ký Quyết định số 472/QĐ-TTg thành lập Trường Đại học Khoa học Sức khoẻ trên cơ sở Khoa Y trực thuộc Đại học Quốc gia Thành phố Hồ Chí Minh.

## Lãnh đạo

### Trưởng khoa - Hiệu trưởng
| Số thứ tự                                            | Họ tên                  | Nhiệm kỳ            | Nhiệm kỳ            | Thời gian tại nhiệm | Ghi chú                                                      |
| Số thứ tự                                            | Họ tên                  | Bắt đầu             | Kết thúc            | Thời gian tại nhiệm | Ghi chú                                                      |
| Trưởng Khoa Y                                        | Trưởng Khoa Y           | Trưởng Khoa Y       | Trưởng Khoa Y       | Trưởng Khoa Y       | Trưởng Khoa Y                                                |
| ---------------------------------------------------- | ----------------------- | ------------------- | ------------------- | ------------------- | ------------------------------------------------------------ |
| 1                                                    | GS.TS.BS Đặng Vạn Phước | 23 tháng 6 năm 2009 | 5 tháng 7 năm 2024  | 15 năm, 12 ngày     | Trưởng khoa sáng lập                                         |
| Hiệu trưởng danh dự Trường đại học Khoa học sức khỏe |                         |                     |                     |                     |                                                              |
| 1                                                    | GS.TS.BS Đặng Vạn Phước |                     |                     |                     | [ 7 ]                                                        |
| Hiệu trưởng Trường đại học Khoa học sức khỏe         |                         |                     |                     |                     |                                                              |
| 1                                                    | PGS.TS Vũ Hải Quân      | 5 tháng 7 năm 2024  | 31 tháng 3 năm 2025 | 1 năm, 35 ngày      | Giám đốc ĐHQG TP Hồ Chí Minh kiêm nhiệm hiệu trưởng lâm thời |
| 2                                                    | GS.TS Phan Bách Thắng   | 1 tháng 4 năm 2025  | nay                 |                     | Hiệu trưởng kiêm nhiệm Giám đốc Trung tâm INOMAR             |

### Phó Trưởng khoa - Phó Hiệu trưởng
| Số thứ tự                                        | Họ tên                      | Chức vụ           | Nhiệm kỳ          | Nhiệm kỳ          | Nhiệm kỳ          | Nhiệm kỳ          | Thủ trưởng              | Ghi chú                                         |
| Số thứ tự                                        | Họ tên                      | Chức vụ           | Bắt đầu           | Bắt đầu           | Kết thúc          | Kết thúc          | Thủ trưởng              | Ghi chú                                         |
| Phó Trưởng Khoa Y                                | Phó Trưởng Khoa Y           | Phó Trưởng Khoa Y | Phó Trưởng Khoa Y | Phó Trưởng Khoa Y | Phó Trưởng Khoa Y | Phó Trưởng Khoa Y | Phó Trưởng Khoa Y       | Phó Trưởng Khoa Y                               |
| ------------------------------------------------ | --------------------------- | ----------------- | ----------------- | ----------------- | ----------------- | ----------------- | ----------------------- | ----------------------------------------------- |
| 1                                                | PGS.TS. Hồ Huỳnh Thùy Dương | Phó Trưởng khoa   | tháng 3 năm 2010  | tháng 3 năm 2010  | tháng 12 năm 2012 | tháng 12 năm 2012 | GS.TS.BS Đặng Vạn Phước |                                                 |
| 2                                                | ThS. Trần Văn Thuận         | Phó Trưởng khoa   | tháng 1 năm 2011  | tháng 1 năm 2011  | tháng 12 năm 2014 | tháng 12 năm 2014 | GS.TS.BS Đặng Vạn Phước |                                                 |
| 3                                                | PGS.TS.BS. Lê Văn Quang     | Phó Trưởng khoa   | năm 2012          | năm 2012          | năm 2024          | năm 2024          | GS.TS.BS Đặng Vạn Phước | Phó Trưởng khoa, phụ trách ngành Y              |
| 4                                                | TS. Nguyễn Thị Thanh Kiều   | Phó Trưởng khoa   | tháng 1 năm 2015  | tháng 1 năm 2015  | tháng 12 năm 2016 | tháng 12 năm 2016 | GS.TS.BS Đặng Vạn Phước |                                                 |
| 5                                                | TS. Lê Nguyễn Đức Chính     | Phó Trưởng khoa   | tháng 1 năm 2017  | tháng 1 năm 2017  | tháng 9 năm 2018  | tháng 9 năm 2018  | GS.TS.BS Đặng Vạn Phước |                                                 |
| 6                                                | GS.TS.BS Hoàng Tử Hùng      | Phó Trưởng khoa   | tháng 11 năm 2019 | tháng 11 năm 2019 | tháng 7 năm 2024  | tháng 7 năm 2024  | GS.TS.BS Đặng Vạn Phước | Phó Trưởng Khoa, phụ trách ngành Răng Hàm Mặt   |
| 7                                                | ThS. Nguyễn Hoàng Dũng      | Phó Trưởng khoa   | tháng 10 năm 2018 | tháng 10 năm 2018 | tháng 7 năm 2024  | tháng 7 năm 2024  | GS.TS.BS Đặng Vạn Phước | Phó Trưởng khoa thường trực                     |
| 8                                                | GS.TS.DS Lê Minh Trí        | Phó Trưởng khoa   | tháng 2 năm 2016  | tháng 2 năm 2016  | tháng 7 năm 2024  | tháng 7 năm 2024  | GS.TS.BS Đặng Vạn Phước | Phó Trưởng Khoa, phụ trách ngành Dược           |
| 9                                                | GS.TS.BS. Trần Quyết Tiến   | Phó Trưởng khoa   | năm 2020          | năm 2020          | tháng 7 năm 2024  | tháng 7 năm 2024  | GS.TS.BS Đặng Vạn Phước | Phó Trưởng khoa, phụ trách công tác Sau đại học |
| Phó Hiệu trưởng Trường đại học Khoa học sức khỏe |                             |                   |                   |                   |                   |                   |                         |                                                 |
| 1                                                | ThS. Nguyễn Hoàng Dũng      | Phó Hiệu trưởng   | tháng 7 năm 2024  | tháng 7 năm 2024  | nay               | nay               | PGS.TS Vũ Hải Quân      | Phó Hiệu trưởng lâm thời                        |
| 2                                                | GS.TS.DS Lê Minh Trí        | Phó Hiệu trưởng   | tháng 7 năm 2024  | tháng 7 năm 2024  | nay               | nay               | PGS.TS Vũ Hải Quân      | Phó Hiệu trưởng lâm thời                        |
| 3                                                | GS.TS.BS. Trần Quyết Tiến   | Phó Hiệu trưởng   | tháng 7 năm 2024  | tháng 7 năm 2024  | nay               | nay               | PGS.TS Vũ Hải Quân      | Phó Hiệu trưởng lâm thời                        |

## Tổ chức[8]

### Phòng, Ban, Tổ
- Phòng Tổ chức - Hành chính
- Phòng Đào tạo
- Phòng Đào tạo sau đại học
- Phòng Công tác sinh viên
- Phòng Kế hoạch - Tài chính
- Phòng Quản trị - Thiết bị
- Phòng Khoa học công nghệ và quan hệ quốc tế
- Ban Quản lý dự án xây dựng
- Tổ Công nghệ thông tin
- Tổ Thông tin truyền thông
- Tổ Ngoại ngữ

### Đơn vị chuyên môn trực thuộc
- Trung tâm Nghiên cứu di truyền và sức khỏe sinh sản

### Tổ chức đoàn thể
- Công đoàn [9]
- Đoàn Thanh niên[10]

### Ngành
- Y khoa
- Dược học [11]
- Răng - Hàm - Mặt
- Điều dưỡng
- Y học cổ truyền

## Cơ sở vật chất
Sau 8 tháng khởi công từ ngày 25 tháng 6 năm 2020, sáng ngày 5 tháng 2 năm 2021 tại Khu Đô thị Đại học Quốc gia Thành phố Hồ Chí Minh, Ban Quản lý Dự án Xây dựng và Khoa Y tổ chức Lễ khánh thành Khối nhà Y.A1 thuộc dự án đầu tư xây dựng hạ tầng thiết yếu giai đoạn 1 Khoa Y thuộc Đại học.
Ngày 14 tháng 2 năm 2023, lễ bàn giao và tiếp nhận "Thiết bị giảng dạy Răng Hàm Mặt – Mô hình thực tập và ghế máy nha khoa" của Khoa Y ĐHQG-HCM và liên danh nhà thầu Công Ty Tân Long – Công Ty Vạn Phát.